# Вігаудас Ушацькас
Вігаудас Ушацькас (лит. Vygaudas Ušackas; нар. 16 грудня 1964, Скуодас) — литовський дипломат. Міністр закордонних справ Литви (2008-2010)

## Біографія
Народився 16 грудня 1964 року в Скуодасі. 

У 1990 р. закінчив Факультет права Вільнюського університету, в 1990 р. стажувався в Університеті м. Осло в Норвегії (політичні науки і міжнародна економіка), в 1991 р. стажувався в Університеті м. Орхус в Данії (політичні науки). 

Володіє: англійською, російською і французькою мовами.
1991-1992 рр. — другий секретар відділу країн Західної Європи Міністерства закордонних справ Литовської Республіки. 

1992-1996 рр. — радник місії Литовської Республіки при Європейських спільнотах і НАТО. 

1996-1999 рр. — директор Департаменту політики Міністерства закордонних справ Литовської Республіки. 

1999-2000 рр. — віце-міністр закордонних справ Литовської Республіки. 

2000-2001 рр. — головний по переговорах Литви про вступ в ЄС, посол з особливих доручень Міністерства закордонних справ Литовської Республіки. 

2001-2006 рр. — Надзвичайний і Повноважний посол Литовської Республіки в Сполучених Штатах Америки і Мексиканських Сполучених Штатах. 

2006-2008 рр. — Надзвичайний і Повноважний посол Литовської Республіки в Сполученому Королівстві Великої Британії і Північної Ірландії. 

Грудень 2008 р. — січень 2010 р. — міністр закордонних справ Литви. 

У 2010-2013 роках — спеціальний представник Європейського Союзу в Афганістані.
З 10 вересня 2013 року — голова представництва Євросоюзу в Росії.
Член партії Союз Вітчизни — Литовські християнські демократи.

## Нагороди
- орден «За заслуги» III ступеня (5 листопада 1998)[1];
- Командорський хрест орден «За заслуги перед Литвою» (2003);
- Державні нагороди Греції, Норвегії, Франції;
- За заслуги перед містом Утяна (2005);
- Почесний член Союзу студентів Литви (2006).